# Вознесень
Вознесень (рум. Vozneseni) — село в Леовському районі Молдови. Адміністративний центр однойменної комуни, до складу якої також входять села Троян та Троїца.